# 1948년 하계 올림픽 필리핀 선수단
필리핀은 1948년 7월 29일부터 8월 14일까지 영국 런던에서 열린 제14회 하계 올림픽에 참가했다.

## 종목별 성적

### 농구
남자
예선 B조
| 나라     | 경기수 | 승 | 패 | 득점 | 실점 | 승점 |
| 대한민국 | 5      | 3  | 2  | 258  | 152  | 8    |
| 칠레     | 5      | 3  | 2  | 269  | 162  | 8    |
| 벨기에   | 5      | 3  | 2  | 234  | 156  | 8    |
| 필리핀   | 5      | 3  | 2  | 262  | 200  | 8    |
| 중화민국 | 5      | 3  | 2  | 281  | 202  | 8    |
| 이라크   | 5      | 0  | 5  | 113  | 545  | 5    |